# 巴赫蒂諾克
48°48′20″N 27°28′0″E / 48.80556°N 27.46667°E
巴赫蒂諾克（羅馬化：Bakhtynok）是烏克蘭的村落，位於該國西南部文尼察州，由莫希利夫-波季利斯基區負責管轄，始建於1600年，面積1.03平方公里，海拔高度219米，2001年人口143。